# Hieracium liljeholmii
Hieracium liljeholmii es una especie de planta con flor del género Hieracium, de la familia Asteraceae, orden Asterales.

## Distribución
Hieracium liljeholmii se distribuye por Inglaterra y Suecia.

## Taxonomía
Fue descrita científicamente por (Dahlst. ex Zahn) Dahlst.
Tratamiento taxonómico
La especie aparece registrada en una sección de la publicación Ark. Bot.